# Sukunka River
Der Sukunka River ist ein rechter Nebenfluss des Pine River im Peace River Regional District im Nordosten der kanadischen Provinz British Columbia.

## Flusslauf
Der Sukunka River entspringt in den Hart Ranges, einer Teilkette der Kanadischen Rocky Mountains, unterhalb des Sukunka Peak. Anfangs fließt der Fluss in nordwestlicher Richtung längs der Richtung der Gebirgsketten. Dann wendet sich der Sukunka River nach Nordosten und durchbricht eine Gebirgskette der Rocky Mountains. Hier befindet sich der Hole-in-the-Wall Provincial Park. Er nimmt den Windfall Creek von rechts auf und fließt in nördlicher Richtung durch das Bergland. Im Sukunka Falls Provincial Park mündet der Burnt River von links in den Fluss. Der Sukunka River setzt seinen Kurs nach Norden fort und mündet schließlich bei Twidwell Bend in den Pine River. Der Sukunka River hat eine Länge von etwa 120 km.

## Hydrologie
Das Einzugsgebiet umfasst 2510 km². Der mittlere Abfluss beträgt 55 m³/s. In den Monaten Mai und Juni führt der Fluss die größten Wassermengen.

## Flussfauna
Im Sukunka River kommen Arktische Äsche, Stierforelle, Prosopium williamsoni (mountain whitefish) und Regenbogenforelle vor.

## Kanutouren
Unterhalb der Einmündung des Burnt River ist der Sukunka River mit dem Kanu befahrbar.

## Schutzgebiete
Zwischen dem Hole-in-the-Wall Provincial Park und dem Sukunka Falls Provincial Park fließt er am nordwestlichen Rand des rund 7.822 km² großen Tumbler Ridge UNESCO Global Geoparks, einem seit 2015 als UNESCO Global Geopark anerkannten UNESCO-Kultur- und -Naturerbe.